# Bob McGrath

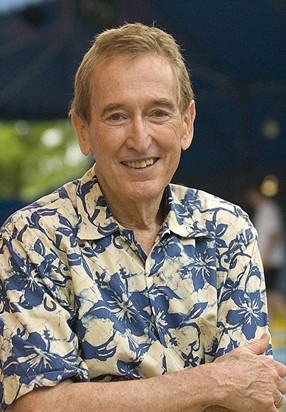
Bob McGrath (2007)

Robert Emmet „Bob“ McGrath (* 13. Juni 1932 in Ottawa, Illinois; † 4. Dezember 2022 in Norwood, New Jersey) war ein US-amerikanischer Schauspieler, Sänger und Buchautor.

## Karriere
Bereits als Kind entdeckte McGrath sein Interesse für Musik. Ab Dezember 1959 wirkte er in der Mitch Miller Show mit, zunächst als Chor-Mitglied, später als Solist. Er blieb der Show bis zu ihrem Ende im Jahr 1964 erhalten. Als „Bobu Magurasu“ veröffentlichte McGrath außerdem zahlreiche Singles und Alben auf Japanisch und war damit in Japan sehr erfolgreich.
Von 1969 bis 2016 spielte McGrath in der US-amerikanischen Kindersendung Sesamstraße (Sesame Street) die Rolle des Bob Johnson. Darüber hinaus hat er mehrere Kinderbücher geschrieben.

## Bücher
- 1970: Bob McGrath from Sesame Street Sing-Along Simple Guitar
- 1989: Me, Myself
- 1989: I’m a Good Mommy
- 1989: Dog Lies
- 1989: The Shoveler
- 1989: You’re a Good Daddy
- 1996: Uh Oh! Gotta Go!
- 1998: Oops! Excuse Me Please! and Other Mannerly Tales

## Auszeichnungen
Am 3. März 2006 erhielt McGrath die Commemorative Medal for the Centennial of Saskatchewan für seine Arbeit beim Lieutenant Governor of Saskatchewan.

## Privat
McGrath lebte mit seiner Frau lange Zeit in Teaneck, New Jersey und später in Norwood. Der Ehe entstammen fünf Kinder.